# کریستین کنپمن
کریستین کنپمن (انگلیسی: Christian Knappmann؛ زادهٔ ۱۹ مارس ۱۹۸۱) بازیکن فوتبال اهل آلمان است.
از باشگاه‌هایی که در آن بازی کرده‌است می‌توان به باشگاه فوتبال کیکرز اوفنباخ، باشگاه فوتبال روت وایس اهلن، باشگاه فوتبال اوردینگن ۰۵، و باشگاه فوتبال روت‌وایس اسن اشاره کرد.